# Армстронг, Рой Фрейзер
Рой Фрейзер Армстронг (англ. Roy Fraser Armstrong; 8 октября 1889, Сент-Эндрюс, Шарлотт, Нью-Брансуик, Канада, Британская империя — 11 октября 1983, Кингстон, Фронтенак, Онтарио, Канада) — канадский и британский военный, государственный и общественный деятель.

## Биография

### Молодые годы и образование
Рой Фрейзер Армстронг родился 8 октября 1889 года в городе Сент-Эндрюс (провинция Нью-Брансуик), в семье Роберта Эдвина и Маргарет Паттерсон Армстронг. В 1910 году Рой окончил Университет Нью-Брансуика со степенью бакалавра наук в области гражданского строительства. С 1911 по 1915 год он был муниципальным консультантом в Западной Канаде. С 1913 по 1914 год Рой учился в Университете Макгилла, где окончил аспирантуру в области прикладной науки. В 1915 году он был назначен инженером и смотрителем водно-канализационной системы города Сент-Джон.

### Военная карьера
4 мая 1916 года Рой Армстронг был зачислен в 65-ю батарею Королевского полка канадской артиллерии, а затем переведен в 14-ю бригаду. Она была переведена во Францию, где Армстронг работал инженером, и в его обязанности входило обеспечение военнослужащих достаточным количеством и запасом воды. К концу Первой мировой войны Армстронг в звании лейтенанта служил в 3-й дивизии Военных инженеров Канадского корпуса Экспедиционных сил.
8 марта 1919 года Король Великобритании Георг V одобрил награждение Армстронга Военным крестом, с формулировкой:

Во время битвы при Амьене, битвы при Аррасе, и при Камбре, работа этого офицера, как офицера водоснабжения была отмечена большим умением, храбростью и преданностью долгу. Он несколько раз, под снарядами, выполнял разведку для лучшего водоснабжения. Во всех отношениях он превосходно исполнил свои обязанности.
Оригинальный текст (англ.)During the battle of Amiens, the battle of Arras, and of Cambrai, the work of this officer as water supply officer has been marked by great ability, gallantry, and devotion to duty. He several times, under shell fire, reconnoitred for the best water supply. Throughout he performed his duties admirably.

Награда была вручена 4 октября на торжественной церемонии в Букингемском дворце.

### Гражданская служба
В 1919 году Рой Армстронг стал первым городским управляющим Вудстока. До 1923 года он работал инженером-строителем на различных работах, в том числе по заказу вооружённых сил. В том же году Рой женился на уроженке Вудстока Мюриэл Смит, родившей позже двоих детей. Тогда же Армстронг поступил в Гражданский научно-исследовательский институт Канады, где стал работать в качестве консультанта в общественных и промышленных группах, в частности в больницах. После отставки Фрэнка Тэйлора, в 1924 году Армстронг был назначен исполняющим обязанности суперинтенданта Госпиталя Виктории в Лондоне (провинция Онтарио), вернувшись позже в муниципалитет в качестве городского управляющего Уинсора (провинция Новая Шотландия).
В 1924 году, из-за раздутой численности персонала и управленческих проблем, на основании рекомендации доктора Горация Бриттена, Совет управляющих Общего госпиталя в Кингстоне принял решение назначить на управляющую должность человека, имеющего административный, а не медицинский опыт. В марте 1925 года, по протекции Бриттена, Армстронг был назначен суперинтендантом Общего госпиталя Кингстона. За время работы, он сбалансировал бюджет больницы при сохранении и добавлении новых услуг, проведя это учреждение через годы Великой депрессии и Второй мировой войны, и в связи с уменьшением доходов пациентов, создав «План общественной кооперативной группы госпиталя» — первый план общественного медицинского страхования в Онтарио. Чтобы компенсировать снижение темпов, вызванных депрессией, в 1932 году Армстронг вместе со всем персоналом пожертвовал пять процентов от заработной платы для нужд больницы. В 1942 году он представил десятилетний план по расширению госпиталя до 600 мест, включивший в себя строительство Крыла Победы, в который вошли первая противораковая клиника в Онтарио, диетическое отделение, отделение Вальтера Т. Коннелла и детская больница. В 1956 году Армстронг изъявил желание уйти в отставку с работы в госпитале, что и сделал в 1957 году, оставшись на должности консультанта до завершения всех строительных работ. В то же время, он был президентом Ассоциации госпиталей Онтарио и Ассоциации госпиталей Канады, а также был членом Американской коллегии администраторов госпиталей. В 1957 году он получил почётную степень доктора юриспруденции Университета Куинс.

### Последние годы и смерть
После своего выхода на пенсию, Рой Армстронг стал членом Совета управляющих Общего госпиталя Кингстона, в 1970 году назван пожизненным управляющим, а в 1976 году в его честь было названо амбулаторное здание — Центр пациентов Фрейзера Армстронга. Помимо этого он занимал должность представителя компании Montreal Trust Company.
В сентябре 1983 года Рой Армстронг переехал в дом престарелых в Кингстоне. Он скончался 11 октября того же года в возрасте 94 лет от ожогов при пожаре в доме престарелых.